# Dwór w Turzynie
Dwór w Turzynie – zabytkowy dwór w Turzynie w powiecie częstochowskim. Zespół dworski został wpisany do rejestru zabytków byłego woj. katowickiego pod nrem 236/78 z datą 14 października 1972 roku oraz nr 798/72 z tą samą datą. W skład zespołu wchodzi dwór z 1 poł. XIX wieku oraz park z 2 poł. XIX wieku (wpisany do rejestru 18 grudnia 1957 pod nrem rej. 671)

## Historia
Turzyn w XVI wieku był własnością rodziny Otwinowskich, a następnie Zwierkowskich. W 1870 roku właścicielem majątku staje się Adolf Ludwik Schütz i swoją racjonalnie prowadzoną gospodarką doprowadza do powstania i rozkwitu zespołu dworsko – parkowego, który później, po ślubie Zofii Schütz z Adolfem Kozłowskim staje się, po jej śmierci w 1928 roku własnością rodziny Kozłowskich.
W 1943 r. w Turzynie urodził się Adam Kozłowski, malarz, doktor teologii, zakonnik, opat Benedyktynów w Tyńcu pod Krakowem. W latach sześćdziesiątych XX wieku parterowy dwór został odnowiony i stał się siedzibą szkoły powszechnej. Od 2007 roku dwór znajduje się w rękach prywatnych i został odrestaurowany.

## Architektura
Bryła budynku jest wzniesiona na rzucie prostokąta. Jest to budynek parterowy, murowany z palonej cegły, otynkowany, z wysokim dwuspadowym dachem z naczółkami. Strop jest drewniany, dach również drewniany, jętkowy. Jest to jedyny dwór w okolicy, w którym wysokość dachu stanowi dwie i pół wysokości całego budynku. Nie jest podpiwniczony. Elewacja frontowa (wschodnia) jest siedmioosiowa z obszernym gankiem na osi budynku. Dach ganku jest wzniesiony na niskim nadsłupiu i sześciu kolumnach. Szczyt ganku zamyka tympanon.

## Park
Budynek dworu został usytuowany w najwyższym miejscu w parku. Park zajmuje obszar 2,78 ha o nieregularnym kształcie. Jest on oddzielony wąskim pasem łąki od przebiegającego obok koryta rzeki Białki. Na jego obszarze występowało 20 gatunków drzew, m.in. jesion wyniosły, klon zwyczajny, topola kanadyjska, dąb szypułkowy, orzech włoski i robinia akacjowa. Najstarsze z nich liczą obecnie około 150 lat. W warstwie krzewów dominowały: śnieguliczka biała, orzech laskowy i malina właściwa. Poza tymi krzewami w parku okalającym dwór w Turzynie rosły również: jaśminowiec wonny, karagana syberyjska, kruszyna pospolita, dereń jadalny i wierzba szara.
W pobliżu rowu melioracyjnego porastał chmiel zwyczajny. Świat zwierzęcy parku był bogaty i urozmaicony wieloma gatunkami. Można tu było spotkać traszkę grzebieniastą oraz traszkę zwyczajną, kumaka nizinnego, rzekotkę drzewną oraz żabę wodną. Na terenie podmokłym graniczącym z parkiem pojawiała się żmija zygzakowata. Wśród ssaków wymienić należy jeża, kreta, zająca szaraka, wiewiórkę, piżmaka amerykańskiego, kunę domową oraz łasicę. Z sąsiednich lasów do parku przychodziły sporadycznie sarny i lisy. Wśród rzadszych gatunków ptaków spotykanych w środowisku naturalnym około dworskiego parku wymienić należy gołębia grzywacza, bażanta łownego, sowę uszatą, kwiczoła, kosa oraz słowika szarego.